# Zufre
Zufre ist eine südspanische Gemeinde in der Provinz Huelva der Region Andalusien. 2024 hatte die Gemeinde 735 Einwohner, auf einer Fläche von 341 km². Die Gemeinde befindet sich im Norden der Provinz, in den westlichen Ausläufern der Sierra Morena auf einer  Höhe von 450 m ü. NN, circa 130 km von der Provinzhauptstadt Huelva entfernt.
Die Stadt hat arabischen Ursprung, welcher sich zum Beispiel in der Namensherkunft „Sufre“ (arabisch für Tribut) sowie dem klassischen Grundriss der antiken islamischen Städte entsprechend zeigt.